# Tert-بوتیل استات
ترت-بوتیل استات (به انگلیسی: Tert-Butyl acetate) با فرمول شیمیایی C۶H۱۲O۲ یک ترکیب شیمیایی با شناسه پاب‌کم ۱۰۹۰۸ است. که جرم مولی آن ۱۱۶٫۱۶ g/mol می‌باشد. شکل ظاهری این ترکیب، مایع بی‌رنگ است.